# Cyber Black Friday
Cyber Black Friday är Internetvarianten av Black Friday, då julhandelsrean börjar över Internet. Begreppet myntades 2009.

### Fotnoter
1. ↑  ”Black Friday Goes Online for Cyber Black Friday” (på engelska). PR-Newswire. 23 november 2009. Arkiverad från originalet den 8 december 2015. https://web.archive.org/web/20151208133603/http://www.prnewswire.com/news-releases/black-friday-goes-online-for-cyber-black-friday-71447492.html. Läst 27 november 2015.